# Elecciones presidenciales de Tayikistán de 1994
Elecciones presidenciales se celebraron en Tayikistán el 6 de noviembre de 1994. Emomali Rajmonov, que había sido presidente de facto desde 1992, se postuló a la presidencia con el apoyo (aunque sin una nominación formal) del Partido Comunista de Tayikistán y obtuvo un 59.5% de los votos. La participación electoral fue del 95.0%.

## Antecedentes
Las elecciones tuvieron lugar en medio de la Guerra civil de Tayikistán, aunque una ronda de conversaciones en Teherán en septiembre de 1994 previó un alto formal al fuego, programado para finalizar el 5 de noviembre. La fecha programada inicialmente para las elecciones fue el 25 de septiembre, pero a principios de septiembre solo Rahmonov se había registrado como candidato. Los gobiernos de Rusia y Uzbekistán presionaron a Rahmonov, lo que provocó el aplazamiento de las elecciones hasta el 6 de noviembre y una prórroga del plazo para la nominación de candidatos hasta el 27 de octubre.

## Campaña
Aunque el segundo candidato registrado, Abdumalik Abdullajanov, no era un candidato nominal, a las principales fuerzas de la oposición no se les permitió formar partidos políticos y se las excluyó de la actividad política antes de las elecciones. Como resultado, la oposición boicoteó las elecciones, diciendo que una competencia justa era imposible con Rahmonov en el poder.

## Desarrollo
El proceso electoral fue descrito en un informe del Departamento de Estado de los Estados Unidos de 1995 como un proceso que favorecía al gobernante titular y no era imparcial: se informó sobre la intimidación y el relleno de las urnas, por lo que se sospechaba fraude electoral.

## Resultados
| Candidato                          | Partido               | Votos     | %    |
| ---------------------------------- | --------------------- | --------- | ---- |
| Emomali Rahmonov                   |                       | 1,434,437 | 59.5 |
| Abdumalik Abdullajanov             |                       | 835,861   | 34.7 |
| Contra todos                       |                       |           |      |
| Votos nulos/en blanco              | Votos nulos/en blanco |           | –    |
| Total                              | Total                 | 2,409,330 | 100  |
| Votantes registrados/participación |                       |           |      |
| Fuente: Nohlen et al.              |                       |           |      |